# Пау Газоль
Пау (По) Газоль (кат. Pau Gasol, МФА: [ˈpaw ɡəˈzɔɫ] 6 липня 1980, Барселона, Іспанія) — іспанський професійний баскетболіст, гравець команди «Портленд Трейл-Блейзерс». Старший брат баскетболіста Марка Газоля. Гравець збірної Іспанії. Олімпійський медаліст.
Був вибраний третім номером у драфті 2001 року командою «Атланта Гокс».
Улюблене іспанське слово баскетболіста «la belleza» (краса).

## Виступи на Олімпіадах
| Олімпіада   | Дисципліна | Місце |
| ----------- | ---------- | ----- |
| Афіни 2004  | баскетбол  | 7     |
| Пекін 2008  | баскетбол  | 2     |
| Лондон 2012 | баскетбол  | 2     |
| Ріо 2016    | баскетбол  | 3     |